# Жаворонков Василь Гаврилович
Василь Гаврилович Жаворонков (нар. 10 лютого 1906, село Куст (Кустовська) Вельського повіту Вологодської губернії, тепер Устьянского району Архангельської області, Російська Федерація — 9 червня 1987, місто Москва, Російська Федерація) — радянський партійний і державний діяч. Кандидат у члени ЦК КПРС (1939—1961). Депутат Верховної Ради СРСР 1-го, 2-го і 4-го скликань. Герой Радянського Союзу (18.01.1977).

## Біографія
Народився 28 січня (10 лютого) 1906 року в селянській родині. У родині, крім старшого сина Василя, було ще четверо дітей: син і три дочки.
У сільській школі почав вчитися з шести років, потім з червня 1916 по серпень 1926 року працював у сільському господарстві батька. У 1921 році закінчив місячні повітові курси в місті Вельск з підготовки ліквідаторів неписьменності. Згодом кілька років, в зимовий час, у сусідніх селах займався ліквідацією неграмотності серед дорослого населення та молоді.
У 1924 році вступив до лав комсомолу. У червні 1926 року став кандидатом РКП(б). Активно займався громадською роботою: виконував партійні і комсомольські доручення, проводив читання газет, був членом волосного комітету селянської громадської взаємодопомоги.
У серпні 1926 — вересні 1929 року — студент робітничого факультету у місті Вологді.
Член ВКП(б) з лютого 1929 року.
У вересні 1929 — березні 1930 року — агітатор-пропагандист, завідувач відділу агітації і пропаганди Вологодського міського комітету ВЛКСМ.
У березні — серпні 1930 року — відповідальний секретар Вологодського міського комітету ВЛКСМ.
У серпні 1930 — липні 1936 року — студент Московського гірничого інституту. У липні 1936 — лютому 1937 року — аспірант Московського гірничого інституту. У лютому 1937 року був відкликаний на партійну роботу.
У лютому — липні 1937 року — інструктор по партійних організаціях вузів і Академії Наук СРСР Ленінського районного комітету ВКП(б) міста Москви.
У серпні 1937 — січні 1938 року — 2-й секретар Ленінського районного комітету ВКП(б) міста Москви.
У січні — червні 1938 року — 1-й секретар Замоскворецького районного комітету ВКП(б) міста Москви.
У червні — 5 липня 1938 року — 2-й секретар Організаційного бюро ЦК ВКП(б) по Тульській області.
У липні 1938 — 9 березня 1943 року — 1-й секретар Тульського обласного і міського комітетів ВКП(б). З жовтня 1941 року був головою Тульського міського комітету оборони. З 1 грудня 1941 по 1 липня 1942 року — член Війсськової ради 50-ї армії, бригадний комісар.
14 березня 1943 — 19 квітня 1946 року — 1-й секретар Куйбишевського обласного і міського комітетів ВКП(б). У серпні 1943 року рішенням ЦК ВКП(б) направлений у Смоленську область уповноваженим ЦК ВКП(б) і Раднаркому СРСР, де працював до 3 листопада 1943 року.
У квітні — жовтні 1946 року — інспектор ЦК ВКП(б) у Москві.
У жовтні 1946 — 1 березня 1948 року — заступник міністра торгівлі СРСР.
1 березня 1948 — 15 березня 1953 року — міністр торгівлі СРСР.
У березні — серпні 1953 року — заступник міністра внутрішньої і зовнішньої торгівлі СРСР. У серпні — грудні 1953 року — заступник міністра торгівлі СРСР.
16 грудня 1953 — 21 листопада 1956 року — міністр державного контролю СРСР.
У листопаді 1956 — лютому 1957 року — заступник міністра державного контролю СРСР. У лютому 1957 — лютому 1958 року — 1-й заступник міністра державного контролю СРСР.
У лютому 1958 — лютому 1962 року — заступник голови Комісії Радянського контролю при РМ СРСР.
У травні — грудні 1962 року — завідувач організаційно-інструкторського відділу Комісії Державного контролю Ради Міністрів СРСР.
У грудні 1962 — грудні 1965 року — завідувач Центрального бюро скарг і пропозицій трудящих Комісії партійно-державного контролю ЦК КПРС і Ради Міністрів СРСР.
У грудні 1965 — червні 1973 року — завідувач Центрального бюро скарг і пропозицій трудящих Комітету народного контролю СРСР.
З червня 1973 року — персональний пенсіонер союзного значення у Москві.
Указом Президії Верховної Ради СРСР від 18 січня 1977 року за заслуги перед Батьківщиною, великий особистий внесок в організацію героїчної оборони Тули в період Великої Вітчизняної війни Жаворонкову Василю Гавриловичу присвоєно звання Героя Радянського Союзу з врученням ордена Леніна і медалі «Золота Зірка».
Помер 9 червня 1987 року в Москві. Похований на Троєкурівському цвинтарі в Москві.

## Звання та нагороди
- Герой Радянського Союзу (18.01.1977)
- два ордени Леніна (4.07.1942, 18.01.1977)
- два ордени Трудового Червоного Прапора (9.02.1966, 20.02.1976)
- орден Жовтневої Революції (3.09.1971)
- орден Дружби народів (7.02.1986)
- орден Червоного Прапора (2.01.1942)
- два ордени Вітчизняної війни I ступеня (2.06.1945, 11.03.1985)